# Пашкин, Валерий Александрович
Валерий Александрович Пашкин (6 октября 1954, с. Тоцкое, Оренбургская область, РСФСР, СССР — 23 марта 2020) — советский спортсмен (дзюдо и самбо), заслуженный мастер спорта СССР по борьбе самбо (1984).
Чемпион СССР по самбо 1978 и 1982 года. В 1978 году стал чемпионом мира среди студентов по дзюдо, а в 1982 году — победителем Кубка мира по самбо. 1983 год — чемпионат мира среди звёзд самбо.
В 1984 году в Венесуэле вновь стал победителем Кубка мира по самбо в личном и командном первенстве.